# Is Your Love Big Enough ?
 (mars 2020).
Si vous disposez d'ouvrages ou d'articles de référence ou si vous connaissez des sites web de qualité traitant du thème abordé ici, merci de compléter l'article en donnant les références utiles à sa vérifiabilité et en les liant à la section « Notes et références ».
Is Your Love Big Enough ? est le premier album studio de l'artiste anglaise Lianne La Havas. Il a été publié en juillet 2012 au Royaume-Uni.

## Singles
- No Room for Doubt sort en tant que premier single de l'album le 21 octobre 2011.
- Forget sort en tant que second single le 30 décembre 2011.
- Lost & Found sort en tant que troisième single le 27 avril 2012[1].
- Is Your Love Big Enough sort en tant que quatrième single le 22 mai 2012[2].

## Liste des titres
1. Don't Wake Me Up – 3:43
2. Is Your Love Big Enough ? – 3:22
3. Lost & Found – 4:28
4. Au Cinéma – 4:18
5. No Room for Doubt  (featuring Willy Mason) – 4:05
6. Forget – 3:52
7. Age – 2:43
8. Elusive – 3:56
9. Everything Everything – 3:50
10. Gone – 4:25
11. Tease Me – 3:37
12. They Could Be Wrong –3:21